# Pavel Hrdlička
Pavel Hrdlička (* 1973 Brandýs nad Labem) je český filmový střihač a současně též hudebník. Hraje na klávesy a trubku v hudební skupině Mig 21 a patřil i k jejím zakládajícím členům. Střihačsky se podílel na filmu Protektor a za tuto práci byl oceněn Českým lvem za rok 2009 uděleným v kategorii Nejlepší střih. Totožné ocenění získal i v roce 2014, kdy mu ho zajistil střih filmu Hořící keř. Připravoval ale také videoklip k písni „Slepic pírka“ od skupiny Mig 21.